# Evangelisch-reformierte Kirche (Ober-Hörgern)

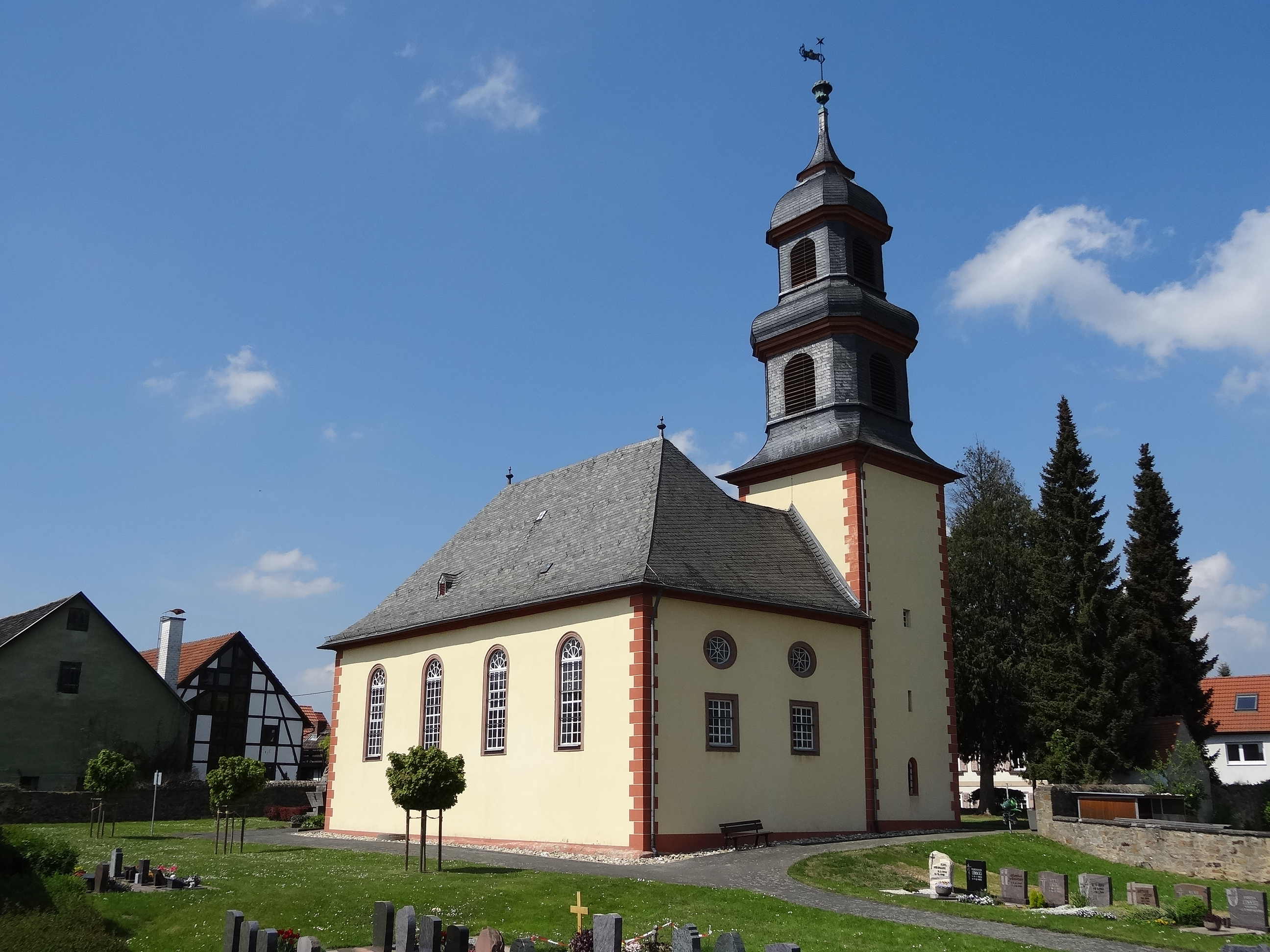
Kirche von Südost

Die Evangelisch-reformierte Kirche in Ober-Hörgern, einem Stadtteil von Münzenberg im Wetteraukreis (Hessen), wurde im Jahr 1729 anstelle eines mittelalterlichen Vorgängerbaus errichtet. Beibehalten wurde der im Kern gotische Flankenturm an der Nordseite, der in den Jahren 1777/1778 einen neuen Helmaufbau erhielt. Die Saalkirche ist ortsbildprägend und hessisches Kulturdenkmal.

## Geschichte

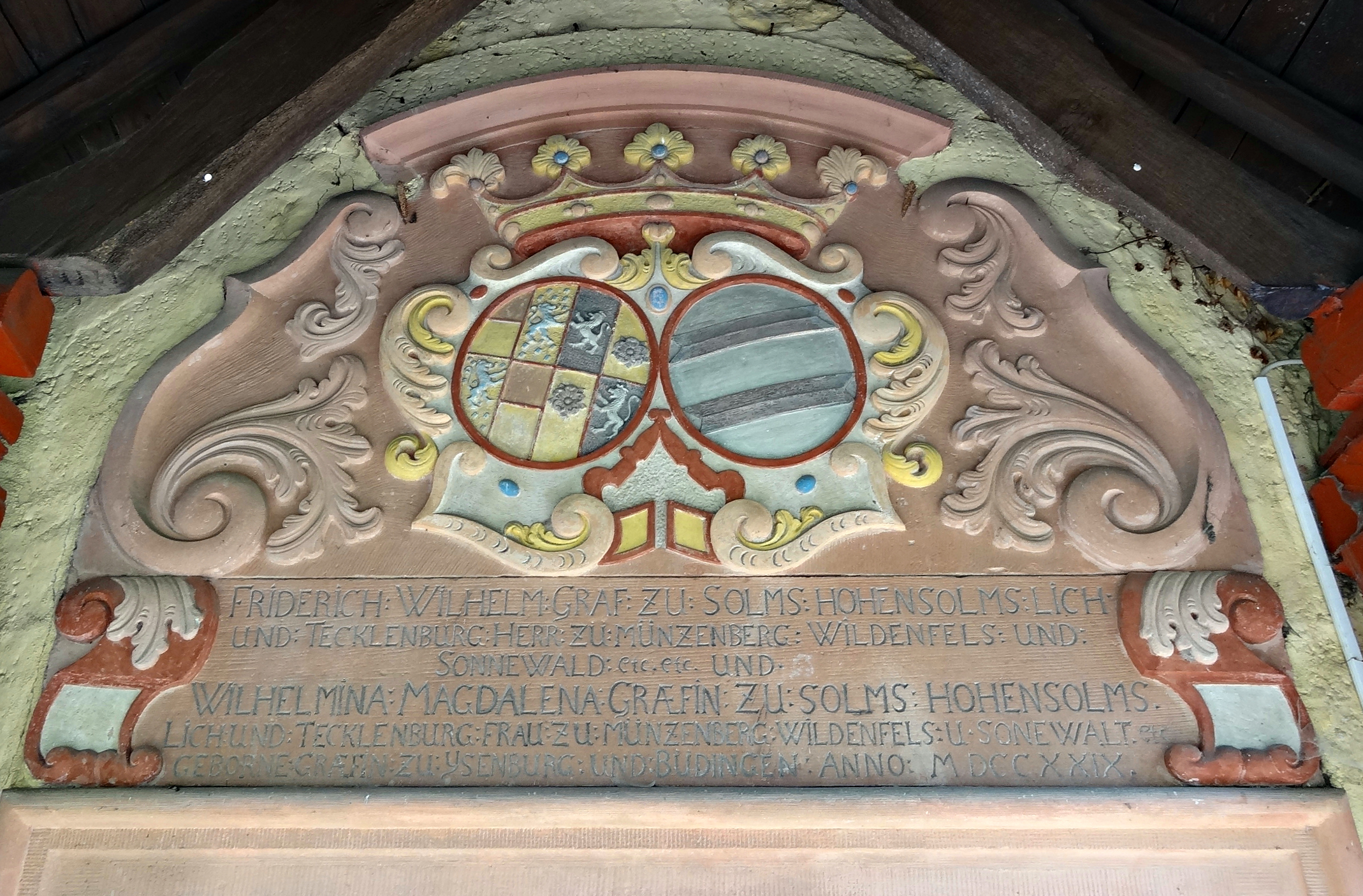
Wappenfeld mit Inschrift über dem Westportal

Eine Kirche ist für das Jahr 1271 bezeugt. In kirchlicher Hinsicht war Ober-Hörgern Filial von Gambach und im Sendbezirk Gambach dem Archidiakonat von St. Maria ad Gradus im Erzbistum Mainz zugeordnet. Mit Einführung der Reformation unter Graf  Ernst zu Solms-Lich wechselte die Kirchengemeinde um 1556 zum protestantischen Bekenntnis. Für das Jahr 1566 ist ein Pleban nachgewiesen. Im Zuge der „Zweiten Reformation“ unter Graf Konrad von Solms-Braunfels wurde am 7. September 1582 auf der Hungener Synode ein Wechsel zum reformierten Bekenntnis beschlossen, das in Ober-Hörgern im Jahr 1606 eingeführt wurde. Die Kirchengemeinde blieb nach der Reformation Filial von Gambach, wurde aber von 1612 bis 1620 Filial von Eberstadt, da Graf Hermann Adolf von Solms-Hohensolms-Lich dem Schulmeister von Eberstadt den Dienst am Wort Gottes übertrug. Für eine weitere Periode von 1624 bis 1648 wurde Öber-Hörgern nochmals von Gambach gelöst und Eberstadt zugeschlagen, um nicht wie Gambach lutherisch zu werden, als es 1624 von Philipp III. von Hessen-Butzbach in Besitz genommen wurde. In dieser Zeit fungierte der Eberstädter Lehrer als Pfarrer für Ober-Hörgern. Nach dem Dreißigjährigen Krieg wurde die Gemeinde wieder mit Gambach vereinigt. Ober-Hörgern hatte von 1691 bis 1718 und von 1758 bis 1783 eine „Kaplanei“ als geistliche Stelle inne, eine zweite Pfarrstelle  („Diakonat Ober-Hörgern“). Der zweite Pfarrer wohnte in Ober-Hörgern. Von 1718 bis 1758 und von 1783 bis 1804 wurde diese Stelle durch die Pfarrer aus Eberstadt versehen. Die Kaplanei war bis 1824 mit der Pfarrstelle Hausen verbunden und dann aufgehoben.
Zu Beginn des 18. Jahrhunderts war die Kirche „zu klein und sehr baufällig“. In Oberwetz und Niederkleen wurde 1727 Bauholz gekauft, das von dem Zimmermann Johann Rupert Mulch bearbeitet wurde. Weiteres Holz stammt aus dem Solms-Braunfelser Land und den umgebenden Gemeinden, Tannenholz aus Frankfurt am Main. Die Dorfbewohner brachen Steine im Eberstädter Feld. Sandsteinplatten wurden aus Bobenhausen geliefert. Der Sandstein für die Portalumrahmung stammt aus Aulendiebach. Das abgängige Kirchenschiff wurde in den Jahren 1729 abgerissen und durch einen Neubau ersetzt. Die Grundsteinlegung erfolgte am 22. April 1729, die Einweihung am 11. Oktober desselben Jahres. Architekt war Baumeister Rockstroh aus Lich. Für das Jahr 1729 war Johannes Spieß junior Baumeister. Die Gesamtkosten beliefen sich auf 2669 Gulden, 16 Albus und 2 Pfennige. Der mittelalterliche Turmschaft wurde im unteren Bereich beibehalten, die Turmuhr 1772 erneuert. Das obere Mauerwerk wurde 1777 unter Rockstroh neu aufgeführt und erhielt 1778 eine neue Haube. Ein Kupferschmied aus Friedberg fertigte Turmknopf, Wetterfahne und Stern an, die vom Licher Maler Daniel Hisgen vergoldet wurden.
Die Fenster erhielten 1834 neue Scheiben, die der Glasmeister Keck aus Lich anfertigte. Eine Renovierung fand im Jahr 1841 durch Maler Hisgen aus Lich statt. Im Jahr 1861 vergoldete der Licher Maler Georg Hisgen, Enkel von Daniel Hisgen, Knopf, Fahne und Stern für 50 Gulden neu. In diesem Zuge wurde das Dach, das beim Herabnehmen der Bekrönung Schaden gelitten hatte, für 82 Gulden repariert. Während der Vakanzzeit 1890–1892 beantragte die Gambacher Gemeinde, Ober-Hörgern Eberstadt zuzuschlagen, was am Widerstand in Eberstadt scheiterte. Der Turm wurde 1905 renoviert. Eine Innenrenovierung der Kirche folgte 1922 durch Kirchenmaler Velte. 1930 erhielt der Turm eine neue Uhr und die Kirche einen neuen Ofen, der 1939 durch einen Heißluftofen ersetzt wurde. In den Jahren 1952 und 1967/1968 folgten Innenrenovierungen, Außenrenovierungen 1957 und von 1983 bis 1985.
Im Jahr 2015 zählt die Kirchengemeinde 226 Mitglieder und ist pfarramtlich mit Gambach verbunden. Die Gemeinde gehört im Kirchspiel Gambach zum Dekanat Wetterau in der Propstei Oberhessen in der Evangelischen Kirche in Hessen und Nassau.

## Architektur

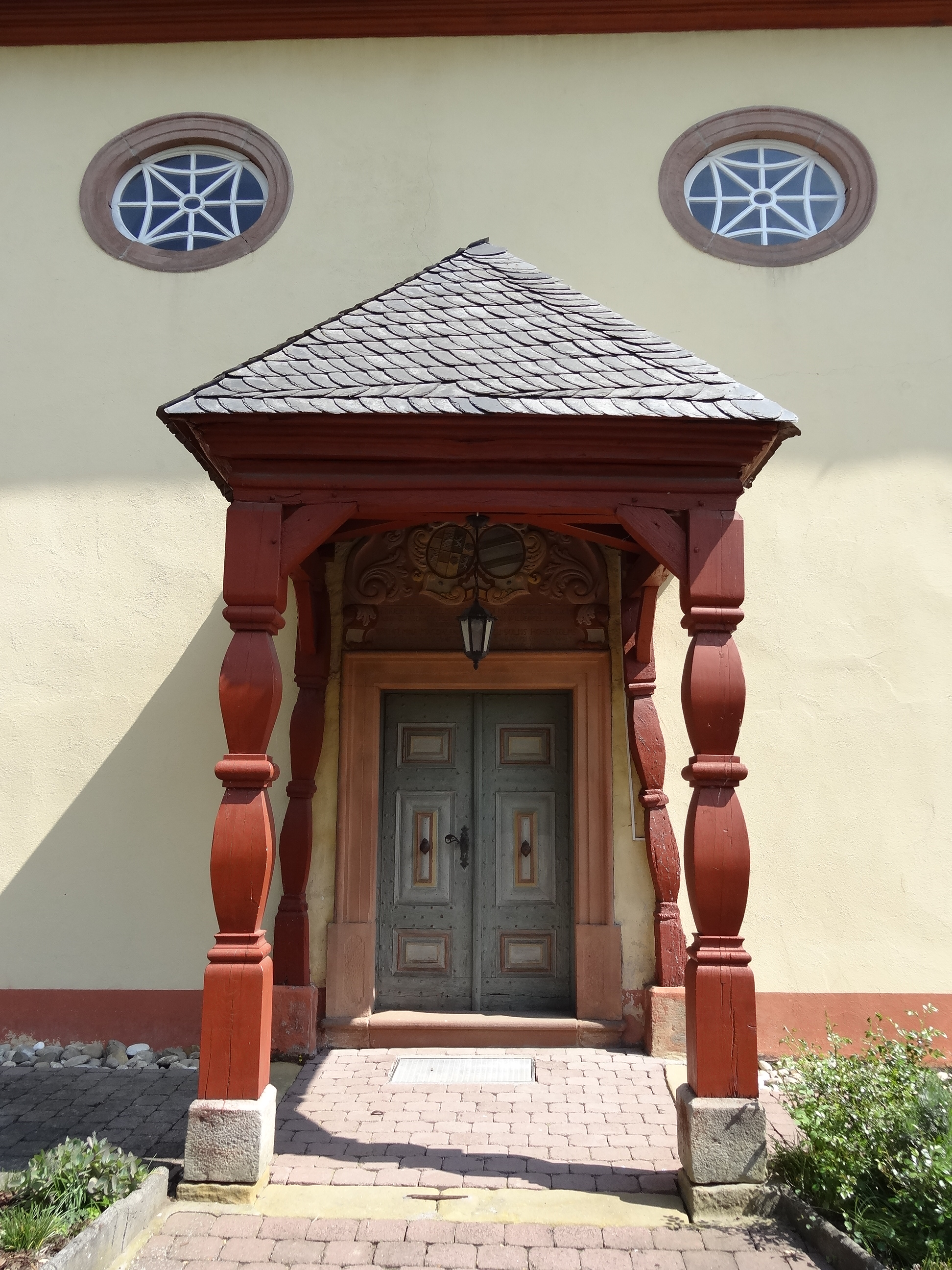
Vorhalle (1746) vor dem Westportal

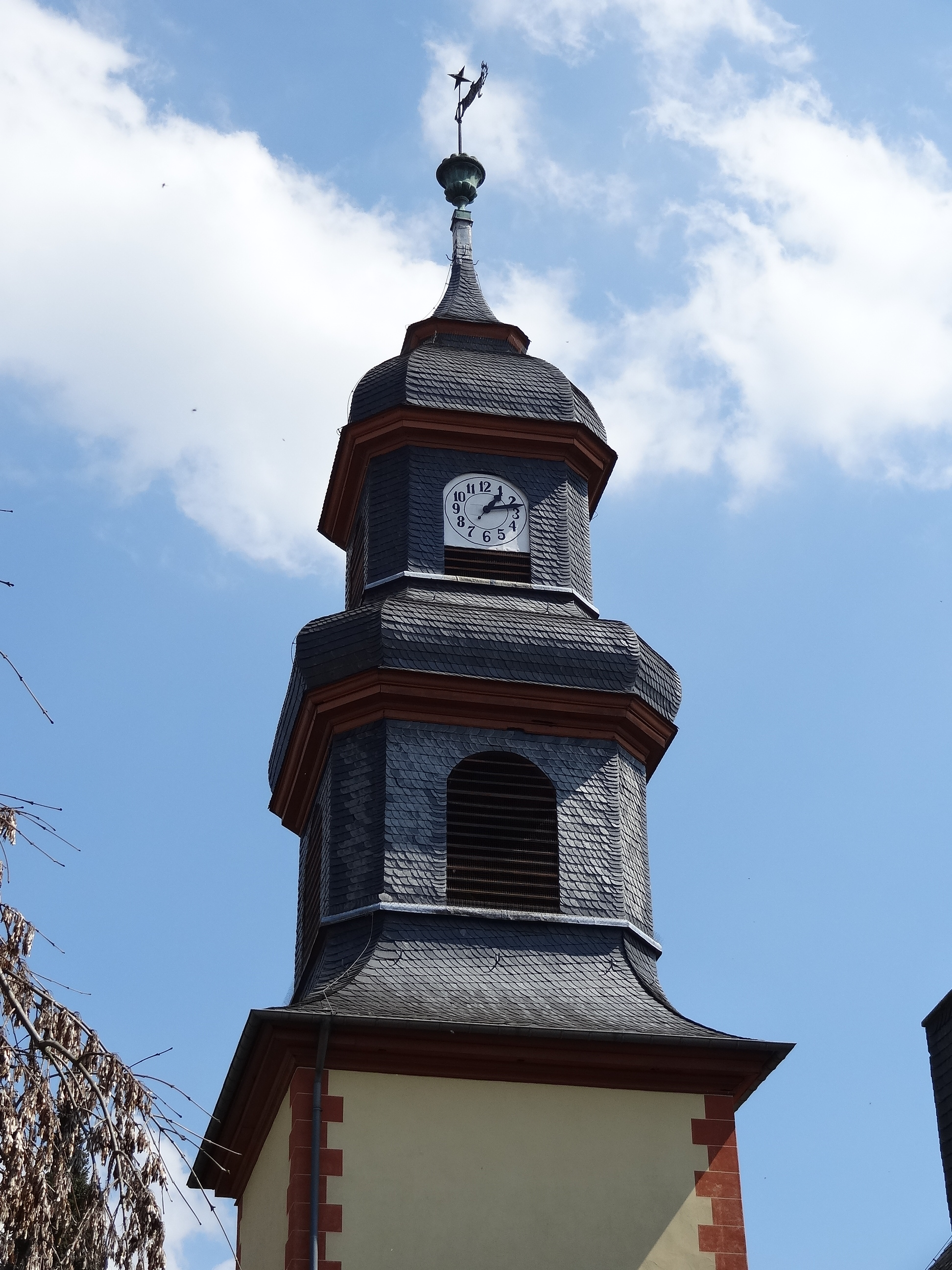
Helmaufbau von 1778

Der in etwa geostete Saalbau auf rechteckigem Grundriss ist längsgerichtet inmitten des alten Friedhofs am östlichen Ortsrand errichtet. Kirche und Turmschaft sind verputzt und haben Eckquaderung, wodurch die beiden Baukörper als architektonische Einheit erscheinen.
Die Kirche wird durch ein steiles, verschiefertes Walmdach mit reich profilierten Dachgesimsen bedeckt, dessen Ecken von zwei kleinen Spitzen mit Kugeln verziert werden. Sie wird im Westen durch ein rechteckiges Hauptportal mit Doppelflügeltüren in profiliertem Gewände aus rotem Sandstein erschlossen. Erhalten sind die barocken Türblätter. Die hölzerne, barocke Vorhalle aus dem Jahr 1746 mit verschiefertem Walmdach ruht auf vier verzierten Holzpfosten, die auf quaderförmigen Steinbasen stehen. Die kleine Vorhalle diente im Jahr 1924 dem hölzernen Vorbau des Westportals der Evangelisch-reformierten Kirche Nonnenroth als Vorbild. Über dem Portal ist aus Sandstein in bunten Pastellfarben ein Wappenfeld des Grafenpaars Friedrich Wilhelm von Solms-Lich und Wilhelmina Magdalena angebracht, das das Recht zur Kollatur besaß. Das Wappen wurde von Philipp Mörs aus Büdingen bearbeitet. Das Doppelwappen unter einer gemeinsamen Krone wird von Akanthusranken mit Voluten flankiert. Darunter sind auf einer Schrifttafel die vollständigen Namen und das Baujahr 1729 zu lesen: „FRIEDRICH WILHELM GRAF ZU SOLMS HOHENSOLMS LICH / UND TECKLENBURG HERR ZU MÜNZENBERG WILDENFELS UND / SONNEWALD etc. etc. UND WILHELMINA MAGDALENA GRÆFIN ZU SOLMS HOHENSOLMS /  LICH UND TECKLENBURG FRAU ZU MÜNZENBERG WILDENFELS UND SONEWALT etc. / GEBORNE GRÆFIN ZU YSENBURG UND BÜDINGEN ANNO MDCCXXIX.“
An der Westseite sind unterhalb der Traufe zwei ovale Fenster eingelassen. Die Ostseite hat zwei kleine Rechteckfenster mit geradem Sturz, über denen zwei ovale Fenster angebracht sind, während die Südseite durch vier Rundbogenfenster belichtet wird. Die Nordseite hat im Westen nur zwei rundbogige Fenster derselben Größe wie an der Südseite, da an der östlichen Nordseite der Turm an das Kirchenschiff grenzt. Das rechteckige Nordportal mit Sandsteingewände dient als Nebeneingang. Eine hölzerne Vorhalle stammt wie die im Westen von 1729. Sie wird östlich fortgeführt und überdacht dort den steinernen Treppenaufgang zum Turm. Die sechs Pfosten mit Kopfbändern tragen ein flaches, verschiefertes Walmdach.
Der ungegliederte, gotische Turmschaft auf quadratischem Grundriss ist aus Bruchsteinmauerwerk massiv aufgeführt. Er hat im Erdgeschoss an der Ost- und Nordseite je ein kleines Spitzbogenfenster mit Fase, ansonsten nur Schlitz- oder kleine Rechteckfenster mit Fase. Die Turmhalle dient heute als Sakristei und ist durch ein spitzbogiges Portal mit Fase vom Kirchenschiff her zugänglich. Ein konkav geschweiftes Pultdach leitet zum zweifach gestaffelten, verschieferten Helmaufbau von 1778 über, der noch vom Barock geprägt ist. Das mittlere Dach ist kräftig ausgebaucht, die obere, geschwungene Haube wird von einem Gesims unterbrochen. Die beiden Geschosse werden aus Vierecken mit abgestumpften Ecken gebildet. Im ersten Geschoss sind rundbogige Schalllöcher für das Geläut angebracht, im Obergeschoss die Ziffernblätter für die Turmuhr. Der Helm hat einen ungewöhnlichen bekrönenden Abschluss: Der Turmknauf hat die Form eines Kelches, aus dem vergoldete Früchte herausragen, die Wetterfahne trägt die Jahreszahl 1778 und der Stern hat sieben spitze Zacken.

## Ausstattung

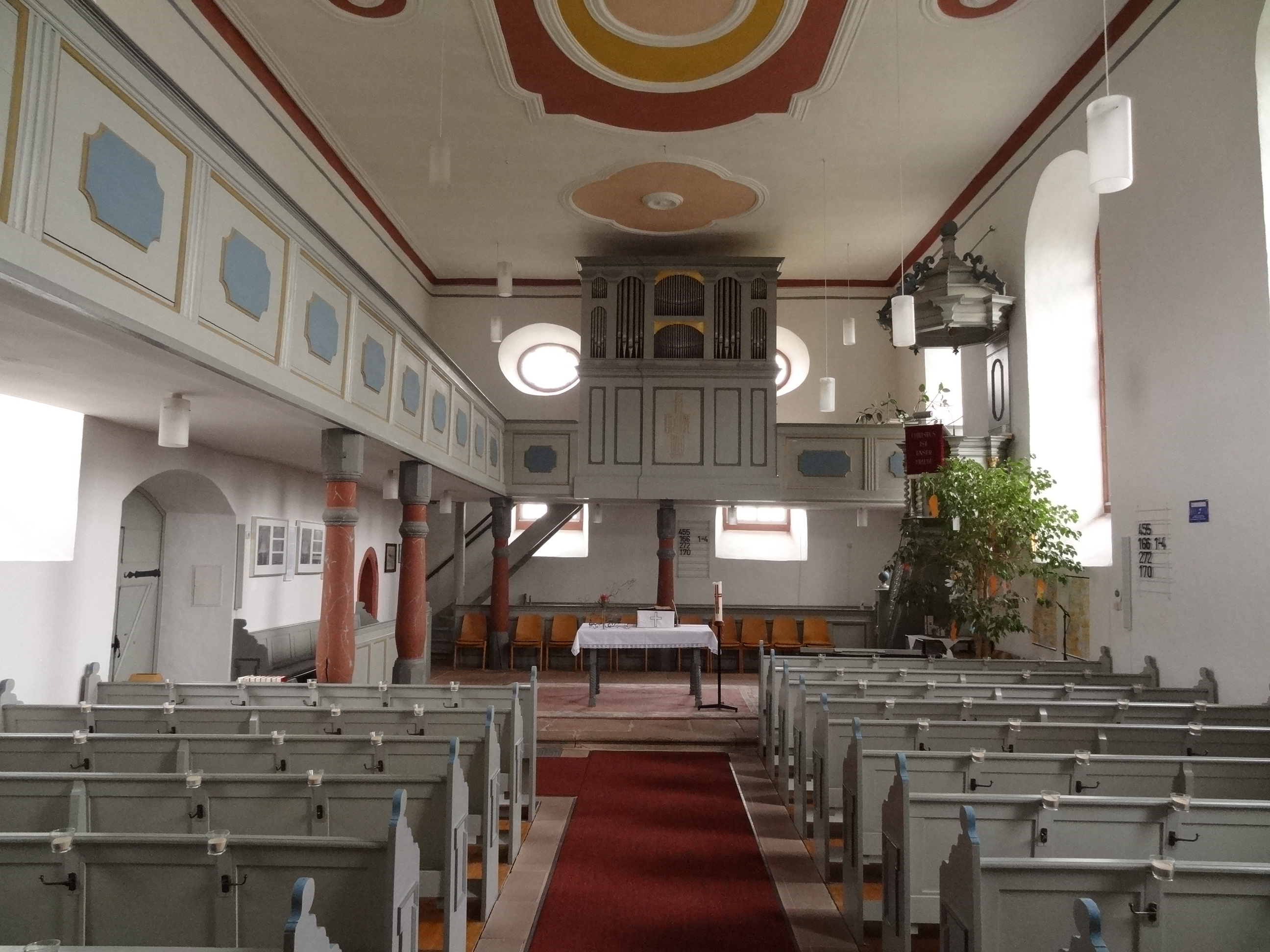
Innenraum mit Blick nach Osten

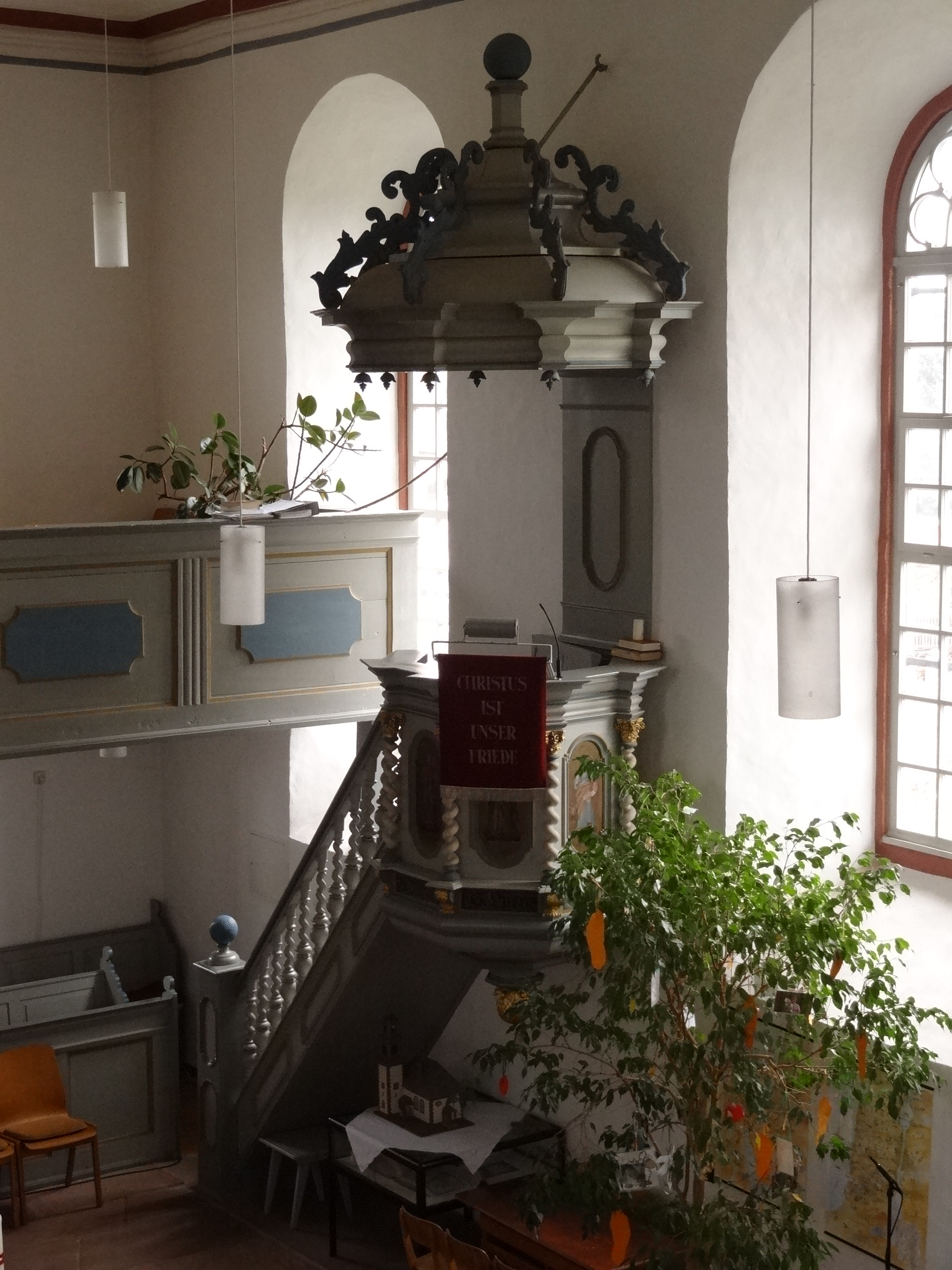
Kanzel von 1729

Der Innenraum wird von einer Flachdecke abgeschlossen, die mit einem Stuckspiegel und Medaillons verziert ist. Das Inventar stammt weitgehend aus der Erbauungszeit der Kirche. Die dreiseitig umlaufende, hölzerne Empore mit kassettierter Brüstung, die ursprünglich mit Blumenornamenten bemalt war, ruht auf bauchigen, rot marmorierten Rundsäulen. Die hohen oktogonalen Basen und oktogonalen Kapitelle mit je zwei kurzen Kopfbändern sind grau bemalt. Nur die Südseite, an der die Kanzel aufgestellt ist, bleibt frei. Der Fußboden ist mit roten Sandsteinplatten belegt, das Kirchengestühl steht auf Holzdielen. Die Wangen des barocken Gestühls sind nach oben mehrfach geschwungen und haben an den Seiten T-förmige Füllungen. Einschließlich der Empore hat die Kirche etwa 200 Sitzplätze.
Die hölzerne Kanzel stammt aus dem Jahr 1733 und bildet in der schlichten und bilderlosen Kirche das Schmuckstück. Das verwendete Lindenholz stammt aus Niederkleen und Nieder-Weisel, das Eichen- und Birnbaumholz vom Schreiner Johann Adam Jäger aus Münzenberg. Die Kanzel besteht aus dem Aufgang mit Balustrade, dem achteckigen Kanzelkorb und dem mit geschnitztem Rankenwerk verzierten und reich profilierten, achteckigen Schalldeckel. Die Füllungen in den Kanzelfeldern zwischen gedrehten Ecksäulen wurden erst 1738 von Johann Melchior Holtzknecht aus Homburg vor der Höhe mit den bunten, figürlichen Darstellungen der vier Evangelisten und ihren Evangelistensymbolen bemalt. Die freistehenden Säulen stehen auf kleinen Konsolen, die mit vergoldeten Akanthusblättern belegt sind, und haben kunstvoll geschnitzte, vergoldete, korinthisierende Kapitelle.
Entsprechend reformierter Tradition verfügt die Kirche über keinen Altar, sondern über einen Abendmahlstisch, auf dem die Bibel liegt. Der hölzerne Tisch aus spätgotischer Zeit steht auf gedrehten Füßen.

## Orgel

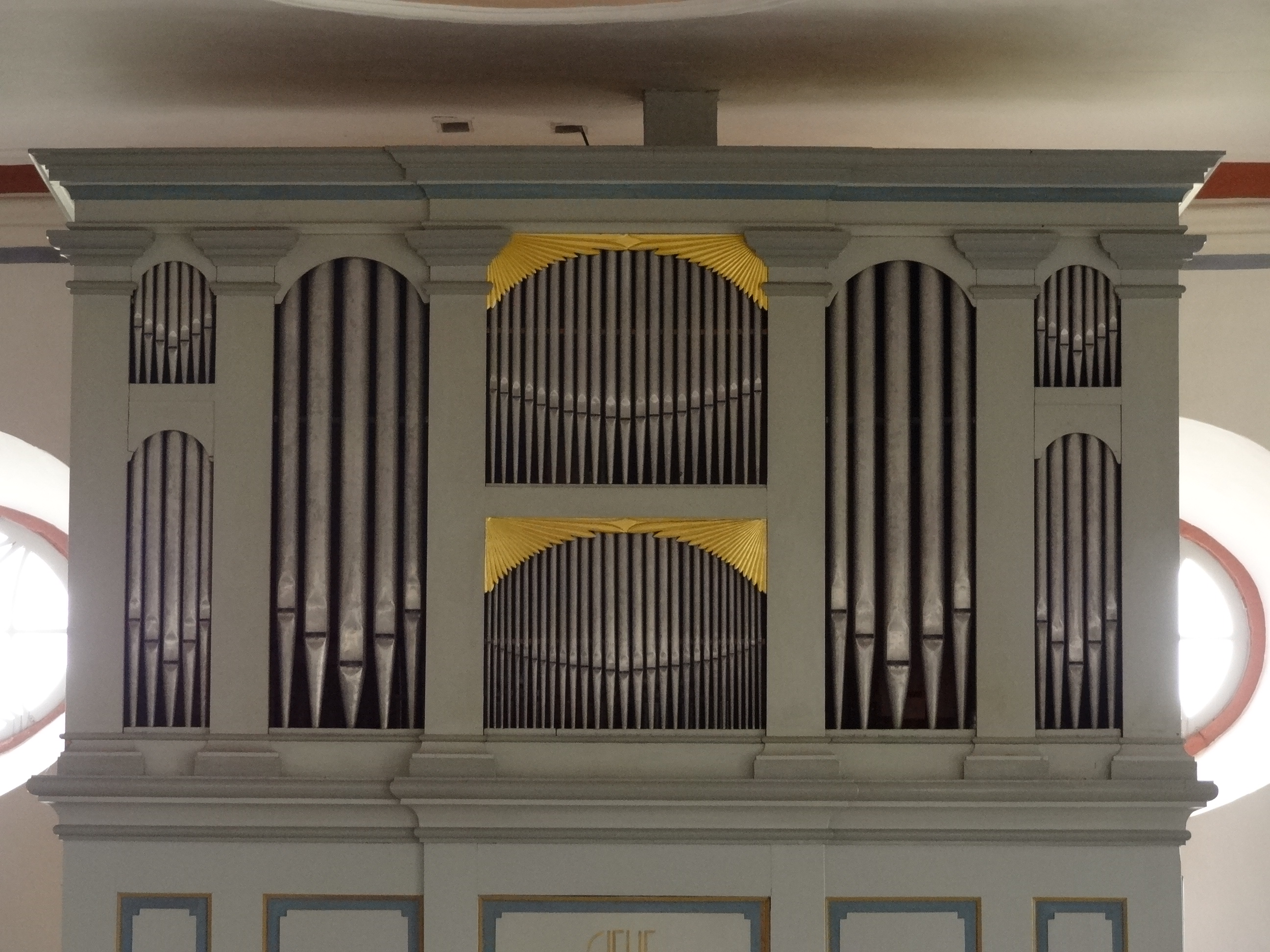
Prospekt der Bernhard-Orgel von 1839

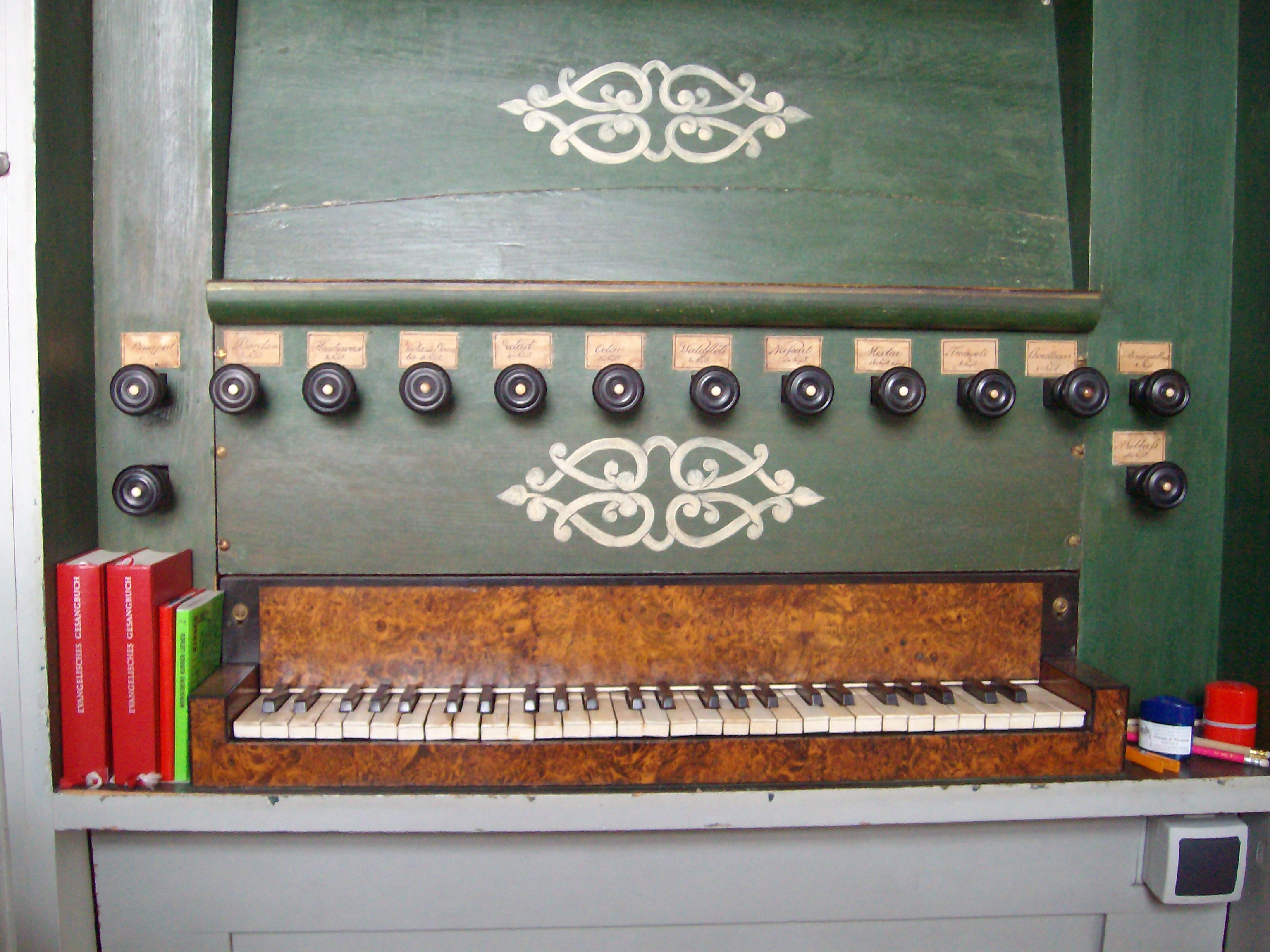
Spieltisch der Orgel

Bereits in der Vorgängerkirche war eine Orgel aufgestellt, wie Kirchenrechnungen bis 1695 belegen. Für den Neubau wurde offensichtlich eine neue Orgel  mit acht Registern ohne Pedal angeschafft, da im Jahr 1729 dem Orgelbauer Konrad Grieb 135 fl als Rate für eine neue Orgel und 3 fl für Abbruch und Wiederaufstellung wohl eines Interimsinstruments gezahlt wurden. Johann Georg Bürgy wurde 1828 eine Reparatur vergütet.
Im Jahr 1839 baute Johann Hartmann Bernhard auf der Ostempore die heutige Orgel, verstarb aber während der Arbeiten. Sein Geselle Christoph Opitz aus Debra in Thüringen vollendete zusammen mit dem Gesellen Johann Georg Markert aus Ostheim vor der Rhön das Instrument. Für Markert war die Orgel in Ober-Hörgern gleichzeitig das Gesellenstück. Auf Vorschlag des Darmstädter Hoforganisten Christian Heinrich Rinck, der an der Planung mitgewirkt hatte, wurden zwei leere Schleifen zum späteren Ausbau vorbereitet. Die alte Orgel wurde versteigert. Insgesamt beliefen sich die Kosten für den Orgelneubau auf 968 fl. Aufgrund der Größe des Instruments musste die Empore erweitert werden. Die letzte Rate in Höhe von 50 fl erhielt Adam Karl Bernhard für seinen verstorbenen Vater. Er reparierte das Werk 1881/1882. Die Licher Firma Förster & Nicolaus Orgelbau renovierte die bis dahin unveränderte Orgel im Jahr 1957 und restaurierte sie 1971. In diesem Jahr wurden von Förster & Nicolaus dank einer Spende von Oberstudienrat Lotz aus Gießen in Höhe von 45.000 DM auf den beiden freien Schleifen zwei Register ergänzt, im Manual eine Trompete 8′ und im Pedal ein Choralbass 4′. Zudem erneuerte die Firma im Prospekt das Prinzipal, das 1917 zu Rüstungszwecken abgeliefert worden war. Die Orgel gehört zu den am besten erhaltenen Instrumenten Bernhards. Seit 1971 verfügt das Werk über 13 Register, die auf einem Manual und Pedal verteilt sind.
Der fünfachsige Prospekt wird durch Pilaster gegliedert. Kennzeichnend für Bernhard ist der Wechsel von ein- und zweigeschossigen Flachfeldern in einem querrechteckigen Prospekt. Die beiden Mittelfelder werden von vergoldeten, strahlenförmigen Ornamenten im Stil des Biedermeier verziert. Das Gehäuseoberteil wird oben und unten von profilierten Kranzgesimsen abgeschlossen. Das kassettierte Untergehäuse weist dieselbe Breite auf und ist in die Emporenbrüstung integriert. Auf der mittleren Füllung ist in goldener Schrift der Bibelvers aufgemalt: „SIEHE ICH KOMME BALD“ (Offb 22,7 ). Wie auch bei anderen Bernhard-Orgelwerken zeichnet sich die handwerkliche Gestaltung des Spieltisches mit verschiedenen Hölzern und aufgemalten Rankenornamenten als qualitativ hochwertig aus.
| I Manual C–f3  |       |
| Bourdon        | 8′    |
| Traversflöte   | 8′    |
| Viola di Gamba | 8′    |
| Prinzipal      | 4′    |
| Gedackt        | 4′    |
| Nasard         | 2 ⁄3′ |
| Oktave         | 2′    |
| Waldflöte      | 2′    |
| Mixtur         | IV    |
| Trompete       | 8′    |

| Pedal C–c1   |     |
| Subbaß       | 16′ |
| Principalbaß | 8′  |
| Choralbaß    | 4′  |

- Koppeln: I/P

## Geläut
Der Kirchturm beherbergt ein Dreiergeläut, das aus der Zeit vor dem Kirchenneubau stammt. Die älteste Glocke aus dem Jahr 1492 stammt aus vorreformatorischer Zeit und ist dem heiligen Michael geweiht. Die Glocke von 1617 wurde ursprünglich für die Kirche in Nieder-Weisel gegossen. Unklar ist, wie sie nach Ober-Hörgern gelangte. Bei einer Inventur im Jahr 1884 wird sie bereits aufgeführt. Eine Glocke aus der Evangelischen Stadtkirche Herborn zersprang im Jahr 1617 und wurde im selben Jahr in Ober-Hörgern neu gegossen, vielleicht zusammen mit der Glocke für Nieder-Weisel. Die im Jahr 1683 von Johann Jakob Rincker in Aßlar gegossene Glocke ist die erste belegbare Glocke mit diesem Familiennamen.  Der Querbalken des Glockenstuhls trägt die unvollständige Inschrift: „IM IAHR CHRISTI 1778 AM I TEN JULIUS HABEN WIR BEIDE ZIMMERMEISTER IOHANN ERNST GLÖCKNER VND IOHANN GOTTFRID GLÖCKNER …“. Von den drei Glocken, die im Ersten Weltkrieg aufgrund ihrer Bedeutung nicht beschlagnahmt wurden, mussten 1942 die beiden größeren abgeliefert werden. Sie entgingen jedoch dem Einschmelzen und kehrten 1947 nach Ober-Hörgern zurück. Das Geläut erklingt im A-Dur-Dreiklang.
| Nr. | Gussjahr | Gießer, Gussort                              | Durchmesser (mm) | Schlagton | Inschrift | Bild |
| 1   | 1683     | Antonius Fei und Johann Jakob Rincker, Aßlar | 930              | a1        | „SOLI DEO GLORIA · IOHAN GOERG KLONCK PTP · HANS HEINEFELD SCHVLDEIS · ANTONIVS FEI VND IOHAN IAKOB RINCKER VON ASLAR GOS MICH · Z · O · HOERGERN · ANNO 1683 C R MILLER B M“ [Bild von David mit der Harfe] |      |
| 2   | 1492     | nicht bezeichnet                             | 790              | cis2      | „ihesos maria iohannes m cccc lxxxxii ior im“ [= Jesus Maria Johannes im Jahr 1492] [Reliefs mit Kreuzigungsszene (um 0,18 × 0,16 Meter) und Michael als Drachentöter (um 0,05 × 0,03 Meter)]                |      |
| 3   | 1617     | Johannes Breutelt, Mainz                     | 630              | e2        | „SOLI DEO GLORIA M IOHANNES BREVTELT WON MENTZ GOS MICH / ANNO 1617 CORAT MAVS SCHVLTEIS VON NITER WEISEL.“                                                                                                  |      |